# Günthersleben-Wechmar
Günthersleben-Wechmar era un comune tedesco.

## Storia
Il più vecchio documento esistente sui villaggi di Günthersleben e di Wechmar è il breviarium lulli. In questo documento, datato 786, ci si riferisce alla località come Wehemare e Gonresleibin. Nel medioevo non avvenne alcun evento storico di rilievo.
Il comune di Günthersleben-Wechmar venne formato nel 1997 dalla fusione dei comuni di Günthersleben e di Wechmar.
Nel 2018 il comune di Günthersleben-Wechmar venne aggregato al comune di Drei Gleichen.

## Luoghi da vedere
I luoghi legati alla famiglia Bach sono l'attrazione principale della città, e includono la casa di Veit Bach e il mulino dove lavorava. Ci sono poi di interessanti da visitare:
- La Landhaus Studnitz, con i suoi interni rococò.
- Le chiese di San Vito a Wechmar e di San Pietro a Günthersleben.
- I resti del castello di Günthersleben.

## Galleria d'immagini

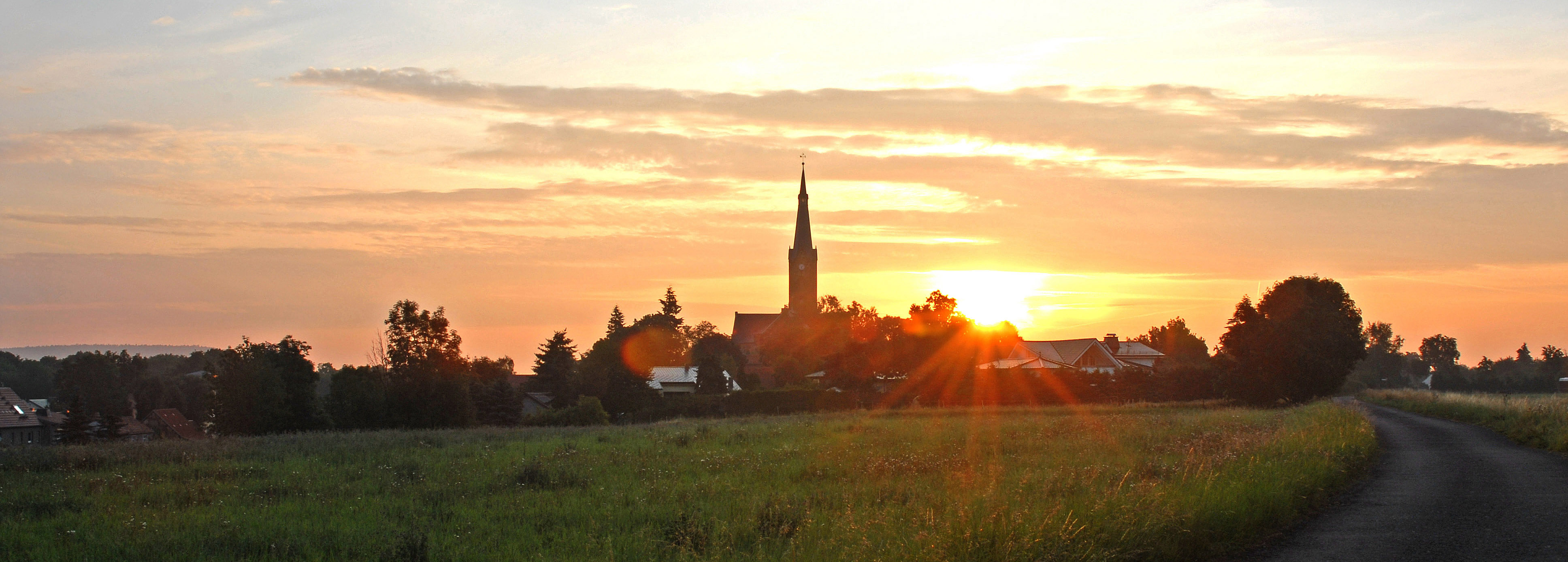
Mattina a Comunitá di Bach Wechmar
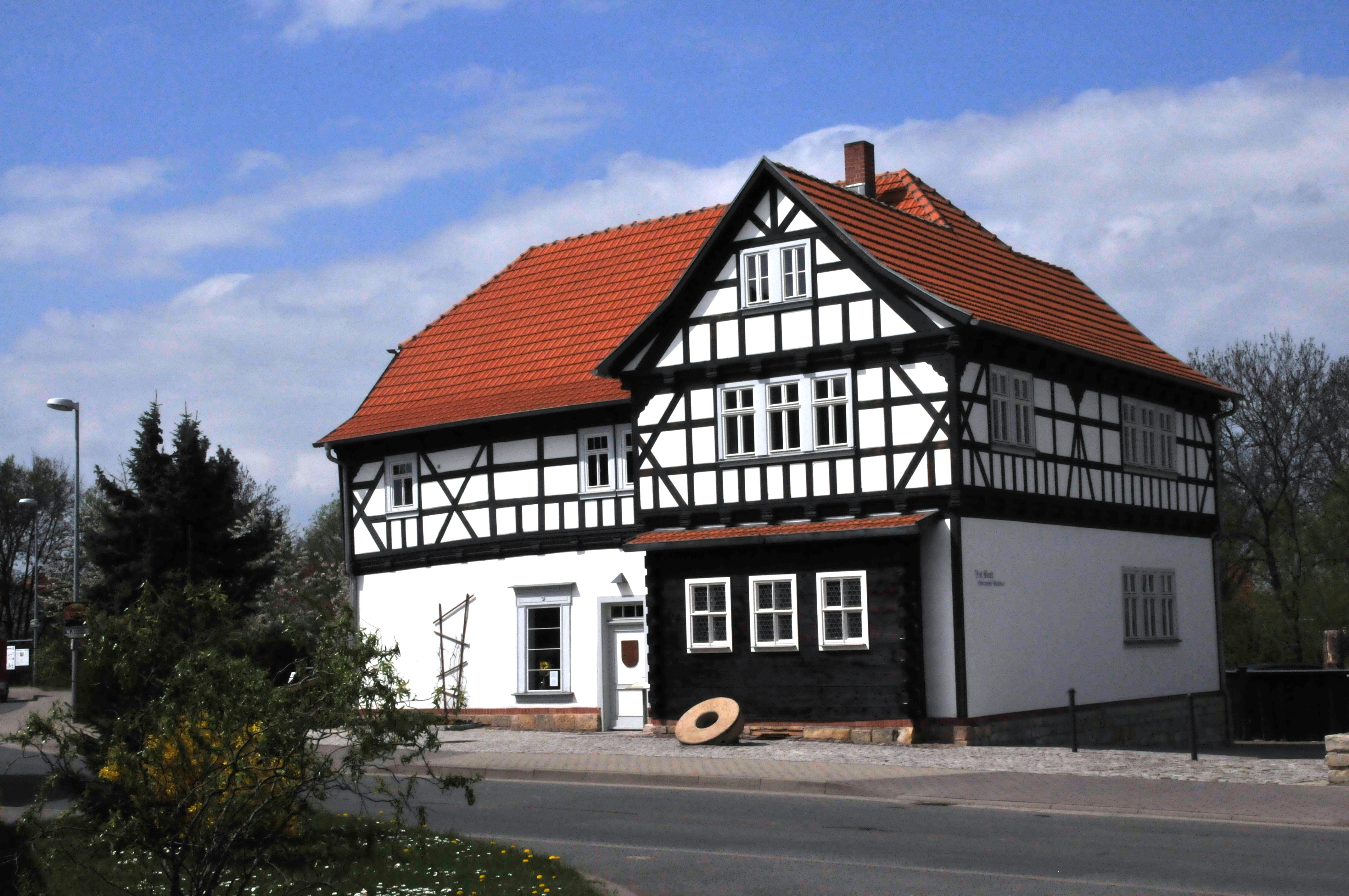
Veit Bach Mulino a Wechmar
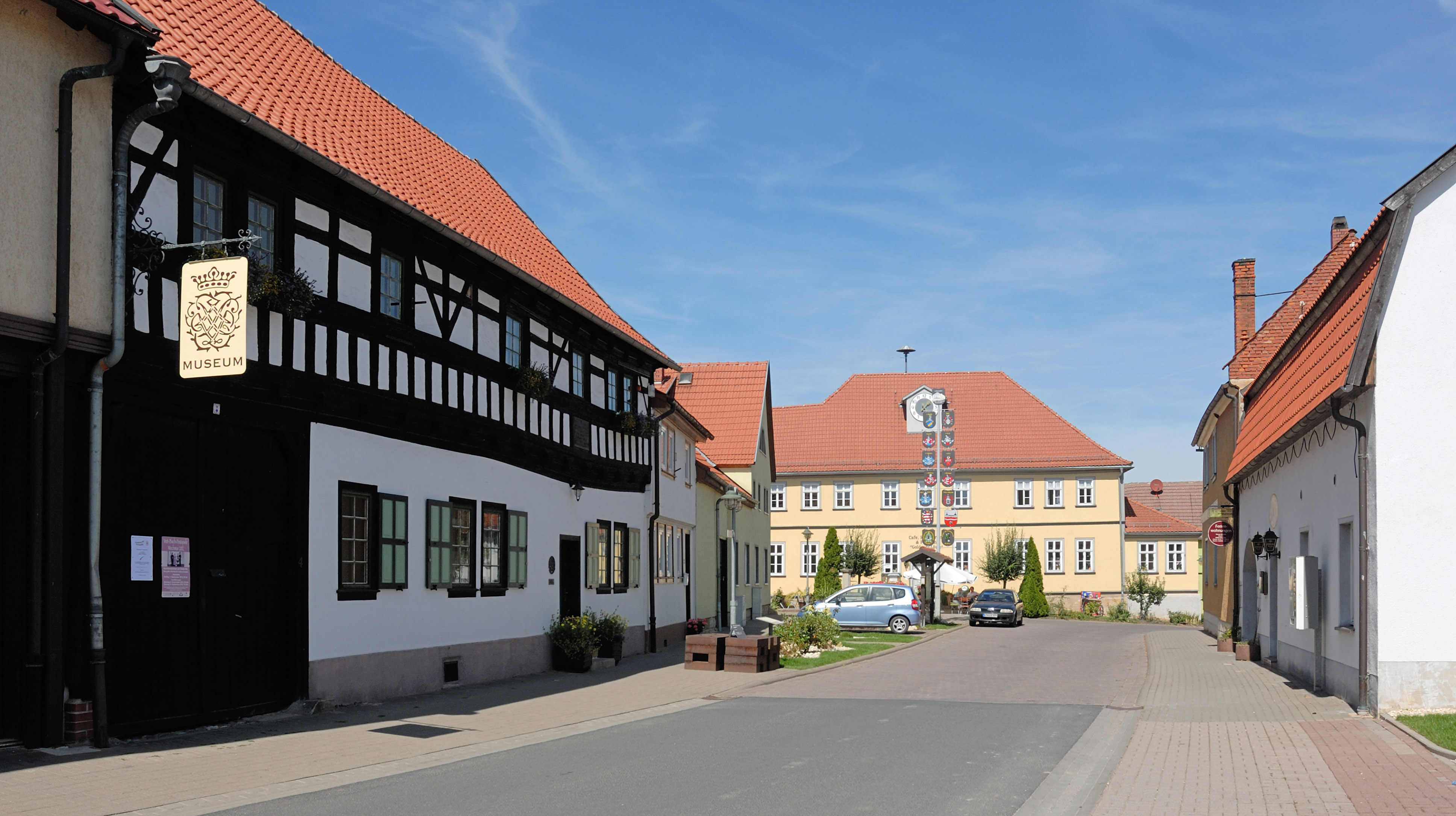
Bach Casa e Museo a Wechmar
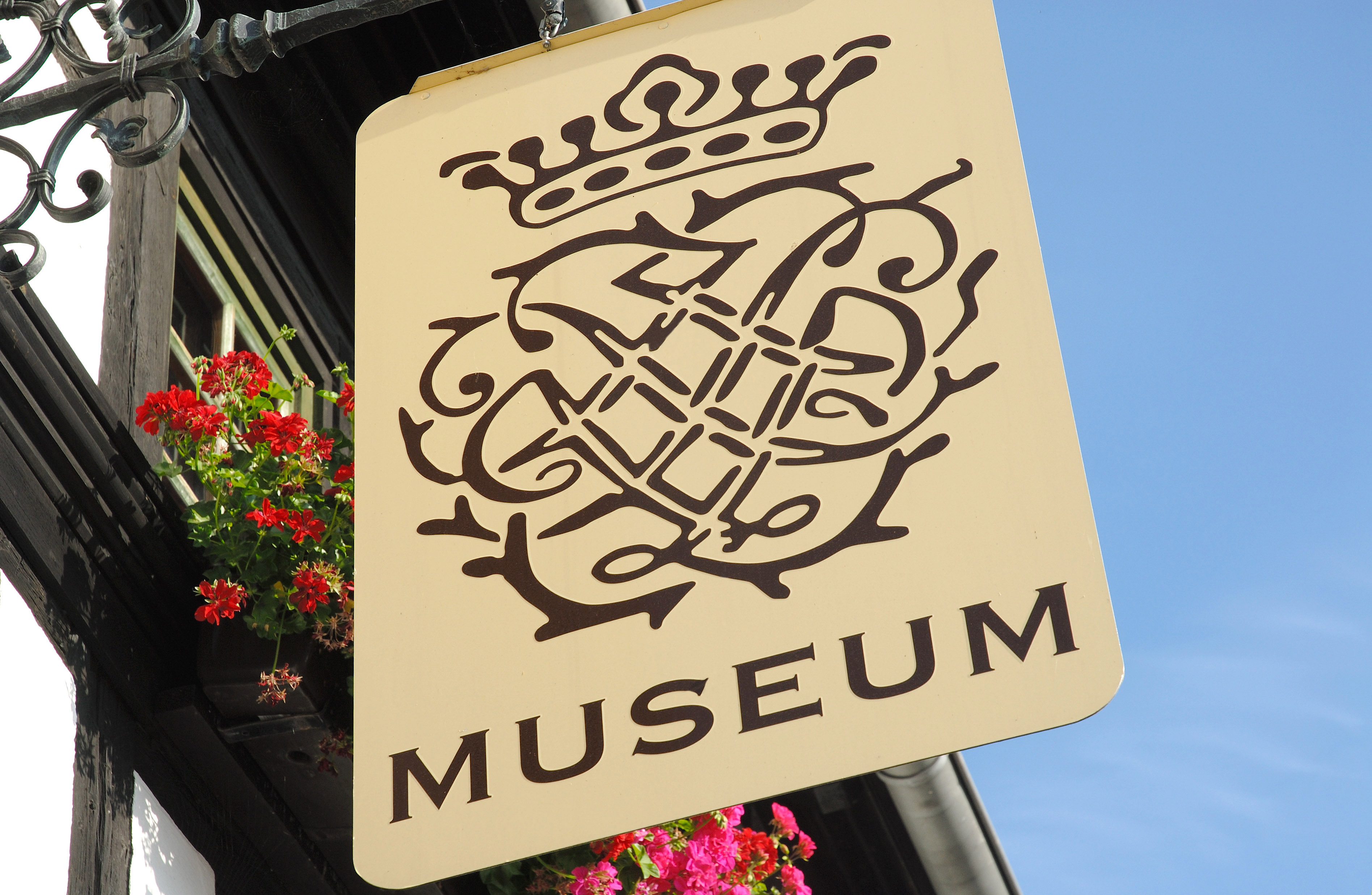
Sigillo J.S.Bach